# Lytta cardinalis
Lytta cardinalis es una especie de coleóptero de la familia Meloidae.

## Distribución geográfica
Habita en Texas y Colorado en (Estados Unidos) y México.